# Asamblea General de Delaware
La Asamblea General de Delaware (en inglés: Delaware General Assembly) es la legislatura estatal (órgano encargado del Poder legislativo) del estado de Delaware, en Estados Unidos. Es una legislatura bicameral compuesta por el Senado de Delaware, con 21 senadores, y la Cámara de Representantes de Delaware, con 41 representantes. Se reúne en el Salón Legislativo de Delaware en la capital estatal Dover, el segundo martes de enero de los años impares, con una segunda sesión de la misma Asamblea que se reúne igualmente en los años pares. Normalmente, se requiere que las sesiones se suspendan antes del último día de junio del mismo año. Sin embargo, el gobernador puede convocar una sesión especial de la legislatura en cualquier momento.
Los miembros son elegidos de distritos uninominales, todos distribuidos entre poblaciones aproximadamente iguales después de cada censo decenal. Las elecciones se llevan a cabo el martes después del primer lunes de noviembre y aproximadamente la mitad del Senado se elige cada dos años por un período de cuatro años, y toda la Cámara de Representantes se elige cada dos años por un período de dos años. Las vacantes se cubren mediante elecciones especiales. No hay límites de mandato para ninguna de las cámaras.
Con  62 escaños, la Asamblea General de Delaware es la segunda legislatura estatal bicameral más pequeña de los Estados Unidos, por delante de la de Alaska (60 escaños) y detrás de la de Nevada (63).

## Historia
La Asamblea General de Delaware fue una de las trece legislaturas que participaron en la Guerra de Independencia de Estados Unidos. Creada por la Constitución de Delaware de 1776, su membresía y responsabilidades han sido modificadas por la Constitución de Delaware de 1792, la Constitución de Delaware de 1831, la Constitución de Delaware de 1897 y la decisión de la Corte Suprema de los Estados Unidos en Reynolds v. Sims en 1965.
Las acciones significativas de la Asamblea General incluyen la convocatoria de la convención constitucional que se convirtió en la primera en ratificar la Constitución de los Estados Unidos en 1787 (que llevó al apodo del estado de Delaware, "el Primer Estado"), y su rechazo de la secesión de la Unión en enero 3 de enero de 1861, a pesar de que Delaware era un estado esclavista . También fue significativa su reiterada negativa a legislar el fin de la esclavitud o el derecho al voto de las mujeres, exigiendo que la ley federal haga cumplir esos cambios.
Hasta 1898, la Asamblea General se distribuía por condado, con un total de 30 miembros elegidos " en general " en todo el condado con el mismo número de cada uno de los tres condados. Después de 1898, la membresía total se incrementó a 52 y fueron elegidos de distritos, en su mayoría correspondientes a los límites geográficos de cientos dentro de los condados. Sin embargo, hubo poco reconocimiento de las disparidades en la población, excepto por la adición de dos senadores adicionales y cinco representantes adicionales elegidos del condado de New Castle, mucho más poblado. Después de la decisión de la Corte Suprema en Reynolds v. Sims en 1965, la Asamblea General se vio obligada a redistribuir para que todos los miembros de ambas cámaras fueran elegidos de distritos de igual población. Para 1972, el número total de miembros había aumentado a los 62 actuales.
En 1924, Florence Wood Hanby se convirtió en la primera mujer elegida para la Asamblea General de Delaware, ganando un escaño en la Cámara de Representantes de Delaware .
Es la única legislatura con el poder de enmendar unilateralmente su constitución sin requerir un referéndum o cualquier otra aprobación.